# Icelandair

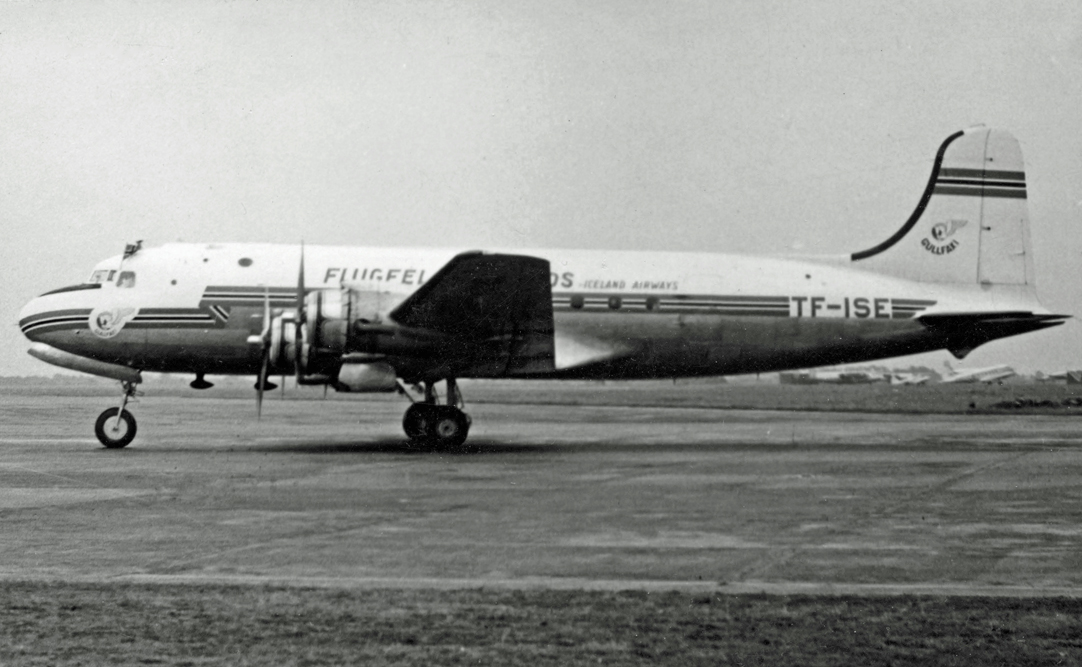
"Gullfaxi", Flugfélag Íslands första Douglas DC-4, anländer till London-Heathrow flygplats i juni 1953

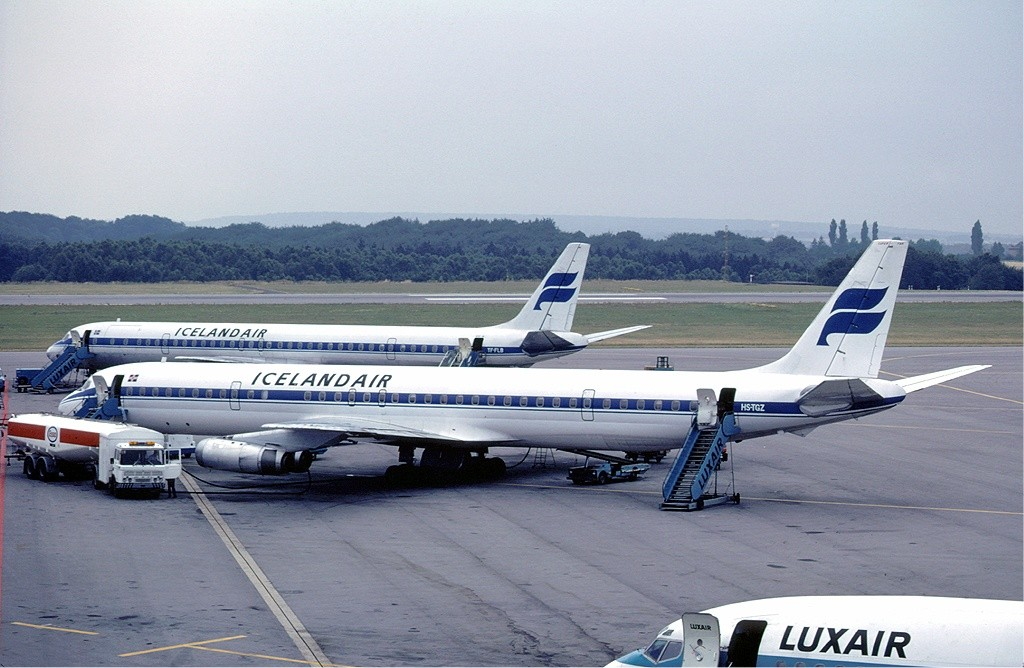
Två Douglas DC-8:or från Icelandair på Luxemburg-Findels internationella flygplats i augusti 1983

Icelandair är Islands största flygbolag, och startades 1937. Flygbolaget bedriver trafik inom Island samt till och från Europa samt Nordamerika.
Icelandair har sin operativa bas på Reykjaviks flygplats i huvudstaden Reykjavik. Företaget är en del av Icelandair Group och flyger till 32 städer i 14 länder på båda sidor av Atlanten. Dess huvudsakliga bas är placerad på Keflavík International Airport. Icelandairs affärsstrategi bygger på den geografiska positionen av Island på flygrutten mellan norra Europa och Nordamerika. Genom att kombinera sina flygplan till in- och utrikestrafik från Island och passagerare som reser över Atlanten via Island har Icelandair kunnat expandera sitt linjenät stadigt.

## Historia
Icelandair har sina rötter i Flugfélag Akureyrar som grundades 1937 på Islands norra kust. Verksamheten startade 1938 med ett sjöflygplan av typen Waco YKS-7. Efter två år kom dock verksamheten med ett enda plan till ett stopp när planet kantrade. Sedan flyttade företaget sitt huvudkontor till Reykjavik och bytte namn till Flugfélag Íslands.
"Flugfélag Íslands", ungefär "Islands Flygbolag", var tredje försöket av isländska flygare att grunda ett företag med detta namn. Det första företaget grundades 1919 och importerade sitt enda flygplan samma år, en Avro 504K. Planet användes för sightseeingflygningar under två somrar, men under 1920 gav företaget vika och planet såldes. Det andra "Flugfélag Íslands" grundades 1928 och flög tre tyska Junkers F 13 och en Junkers W 33 i tre år. De flög post och passagerare, och bedrev spaning efter stim av sill kring Islands kuster.
Det tredje "Flugfélag Íslands" klarade sig bättre än sina föregångare och blev med tiden en av rötterna till det nuvarande Icelandair. Företaget köpte ett Waco YKS-7 och investerade sedan 1942 i en Beechcraft Model 18, och sedan 1944 i två De Havilland Drake Rapide. 1944 köpte företaget en Consolidated Model 28 Catalina i USA och flög till Island. Det var första gången ett isländskt flygplan hade flugit till landet för egen maskin. Tidigare hade flygplanen nedmonterats och fraktats till ön med båt.
Den 11 juli 1945 genomfördes den första kommersiella flygningen över Atlanten av ett isländskt flygplan när Flugfélag Íslands Catalina flög till Largs i Skottland, med fyra passagerare och fyra besättningsmedlemmar. År 1946 började företaget reguljära flygningar mellan Reykjavik, Prestwick och Köpenhamn med B-24 Liberators leasade från Scottish Airlines. Samma år köpte Flugfélag Íslands det första av totalt sex Douglas DC-3:or. Införandet av dessa robusta plan revolutionerade inrikesflyget på Island. År 1972 gav företaget den första inköpta DC-3:an till Landgræðsla ríkisins (ung. Markvårdsverket), som använde det fram till 2005 för att sprida gödsel och gräsfrön för att motverka jorderosion. Flygplanet flyger fortfarande under sommaren på olika flyguppvisningar, men anses nu vara alltför dyrbar för att användas till att sprida gödningsmedel med.
År 1948 inledde Flugfélag Íslands sin verksamhet med sina första Douglas DC-4:or på internationella flygningar. Även om företaget koncentrerat sig på inrikesflyglinjer under de föregående två årtiondena, hade man ändå en viss internationell verksamhet. År 1957 köptes två nya Vickers 579 Viscounts, vilka var Islands första turbopropflygplan. I juni 1967 introducerade Flugfélag Íslands Islands första jet-flygplan, en ny Boeing 727-108C kallad "Gullfaxi". Köpet ansågs vara ett stort steg i den unga nationens väg till mognad och nyheterna välkomnades därefter. "Gullfaxi" såldes till ett amerikanskt transportföretag 1985 men när det var planerat att skrotas under 2008 köpte ett isländskt företag förarkabinen ur flygplanet som en souvenir. Det är nu placerat i flygmuseet i Akureyri, där det ursprungliga företaget, som senare döptes om till Flugfélag Íslands, grundades. 
År 1971 köptes ytterligare en Boeing 727 till Flugfélag Íslands flotta, "Sólfaxi". Flygplanet användes fram till 1990 då det såldes utomlands.
År 1973 bildades ett gemensamt holdingbolag för Flugfélag Islands och det andra stora isländska flygbolaget Loftleiðir. År 1979 slogs bolagen samman till Icelandair.
Långt efter Flugfélag Íslands upphört att existera som en oberoende organisation, återanvändes namnet Flugfélag Íslands återigen i det regionala flygbolaget Air Iceland, som bildades genom en sammanslagning under 1997.

## Flotta

### Nuvarande flotta
Den 26 maj 2023 bestod Icelandairs flotta av följande flygplan
| Flygplan                      | I trafik | Beställningar | Passagerare | Passagerare | Passagerare | Noter                                             |
| Flygplan                      | I trafik | Beställningar | C           | Y           | Totalt      | Noter                                             |
| ----------------------------- | -------- | ------------- | ----------- | ----------- | ----------- | ------------------------------------------------- |
| Boeing 737 MAX 8              | 14       | —             | 16          | 144         | 160         | Två stycken parkerade.                            |
| Boeing 737 MAX 9              | 4        | —             | 16          | 162         | 178         |                                                   |
| Boeing 757-200                | 15       | —             | 22          | 161         | 183         | Kommer ersättas från 2026. Fem stycken parkerade. |
| Boeing 757-200                | 15       | —             | 20          | 164         | 184         | Kommer ersättas från 2026. Fem stycken parkerade. |
| Boeing 757-300                | 2        | —             | 22          | 203         | 225         | Kommer ersättas från 2026                         |
| Boeing 767-300ER              | 3        | —             | 25          | 237         | 262         |                                                   |
| De Havilland Canada DHC-8-200 | 3        | —             | 0           | 37          | 37          | Flygs av Flugfélag Íslands                        |
| De Havilland Canada DHC-8-400 | 3        | —             | 0           | 76          | 76          | Flygs av Flugfélag Íslands                        |
| Totalt                        | 43       | 1             |             |             |             |                                                   |
| Icelandair frakt flotta       |          |               |             |             |             |                                                   |
| Boeing 757-200PF              | 1        | —             | —           | —           | —           | Parkerad                                          |
| Boeing 757-200PCF             | 1        | —             | —           | —           | —           |                                                   |
| Boeing 757-200BCF             | 2        | —             | —           | —           | —           |                                                   |
| Totalt                        | 4        |               |             |             |             |                                                   |

Snittålder: 17,2 år.
Icelandair täckande 2023 ett memorandum of understanding(MOU) med Airbus avseende 25 stycken Airbus A321XLR med leverans från 2029.

### Historisk flotta
- Boeing 727
- Canadair CL-44
- Douglas DC-3/C-47
- Douglas DC-4
- Douglas DC-6
- Douglas DC-8
- Douglas DC-10
- Fokker F-27
- Fokker 50
- Vickers Viscount